# Square Marguerite-Long
Le square Marguerite-Long est un square du 17e arrondissement de Paris.

## Situation et accès
Cet espace vert est relié à plusieurs espaces verts séparés, situés à proximité du boulevard périphérique, entre la porte Maillot et la porte d’Asnières, par la promenade Bernard-Lafay.
Il est situé entre le boulevard d'Aurelle-de-Paladines et l'avenue de Salonique, en bordure de la porte des Ternes.
Il est desservi par la ligne 1 à la station Porte Maillot.

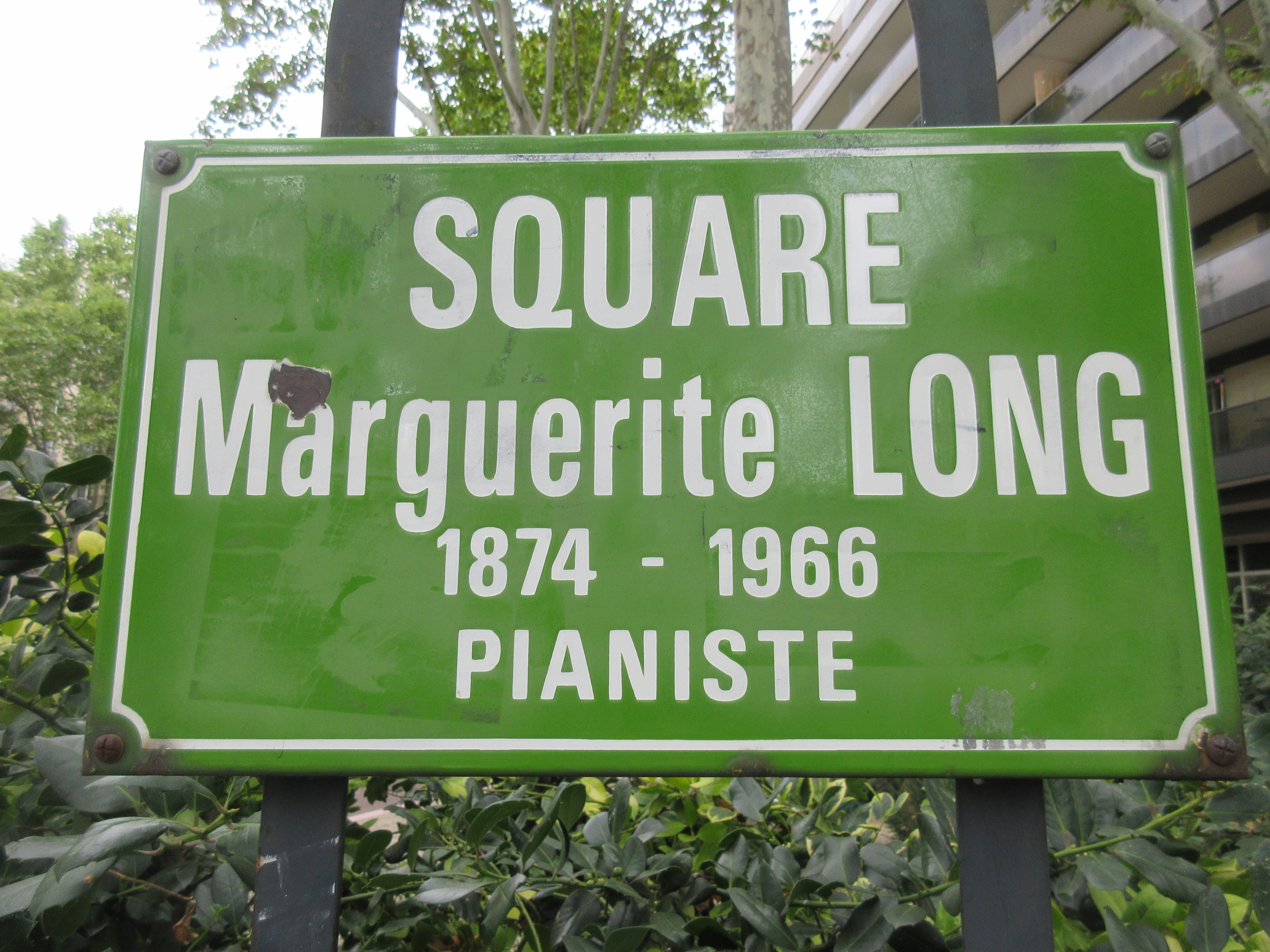

## Origine du nom
Il porte le nom de la pianiste Marguerite Long (1874-1966) qui habita de nombreuses années dans le 17e arrondissement de Paris.

## Historique
Le square est ouvert en 1992.